# Cicatrisestoloides costaricensis
Cicatrisestoloides costaricensis là một loài bọ cánh cứng trong họ Cerambycidae.